# Muxagata (Vila Nova de Foz Côa)
Muxagata is een plaats (freguesia) in de Portugese gemeente Vila Nova de Foz Côa en telt 403 inwoners (2001).